# روبن غارتنر
روبن غارتنر (بالسويدية: Robin Gartner)‏ هو لاعب هوكي الجليد سويدي، ولد في 7 نوفمبر 1988 في Nacka ‏ في السويد.

## وصلات خارجية
- روبن غارتنر على موقع EliteProspects.com (الإنجليزية)
- روبن غارتنر على موقع HockeyDB.com (الإنجليزية)